# 元季方
元季方（?—?），唐朝官员，出自河南元氏，北魏京兆王拓跋子推的后裔，元万顷的曾孙，元正的儿子，元义方的弟弟。
元季方考中明经科，调任楚丘县尉，担任殿中侍御史。兵部尚书王绍上表推荐他为度支员外郎，转任金部郎中、膳部郎中，号称能干称职。永贞元年（805年），王叔文执权，怕元季方不为他所用，以元季方为兵部郎中持节出使新罗，册封金重兴为新罗王。当时唐德宗驾崩，新罗听说唐朝有国丧，不按时让元季方返回，供应缺乏，元季方正色责备，闭门绝食等死，新罗人道歉谢罪，元季方与新罗结好返回。去世时，年五十一岁，赠同州刺史。 